# Habsburg Németalföld kormányzóinak listája

A németalföldi Tizenhét Tartomány zászlója

Habsburg Németalföld név alatt a Habsburg-ház uralma alatt álló Németalföld területét értjük, amely lényegében a mai Belgium és Luxemburg területét, és 1581 előtt a mai Hollandia területét is magában foglalta. A mindenkori Habsburg uralkodó egy főkormányzót (spanyolul gobernador, németül Generalgouverneur) vagy helytartót (németül Generalstatthalter) nevezett ki a tartományok igazgatására. A főkormányzói (helytartói) a megbízást általában az uralkodócsalád egyik tagjának, vagy egy katolikus családból származó, császárhű főnemesi személynek adták.

## Történelmi előzmények
A németalföldi tartományok a középkorban a Burgundiai Hercegséghez tartoztak.
1477-ben az utolsó uralkodó, a Valois-házból való I. Mária burgundi hercegnő (1457–1482) feleségül ment I. Miksa német-római császárhoz. Halálakor (1482-ben) a Burgund Németalföld a Habsburg-házra szállt.
1556-ban, amikor V. Károly német-római császár felosztotta a Német-római Birodalmat, a németalföldi Tizenhét Tartományt fiának, II. Fülöp spanyol királynak juttatta. A Tizenhét Tartomány magában foglalta a mai Hollandia területét is, 1581-ben azonban a németalföldi forradalmak során a protestáns holland tartományok elszakadtak Spanyolországtól és a Német-római Birodalomtól is.
A déli tartományok, lényegében a mai Belgium és Luxemburg területe a spanyol örökösödési háborúig a Spanyol Királysághoz tartoztak (Spanyol Németalföld), majd az 1713-as utrechti békeszerződés után a Habsburg Birodalom fennhatósága alá kerültek (Osztrák Németalföld).
A francia forradalom után meginduló első koalíciós háború és a napóleoni háborúk során az Osztrák-Németalföld területét Franciaország elfoglalta. A terület sohasem került már vissza Ausztriához, helyükön a bécsi kongresszust követő évtizedekben független monarchiák születtek: Belgium, Hollandia és Luxemburg.

## Kormányzók listája

### A Tizenhét Tartományban (1506–81)
Főcikk: Tizenhét Tartomány

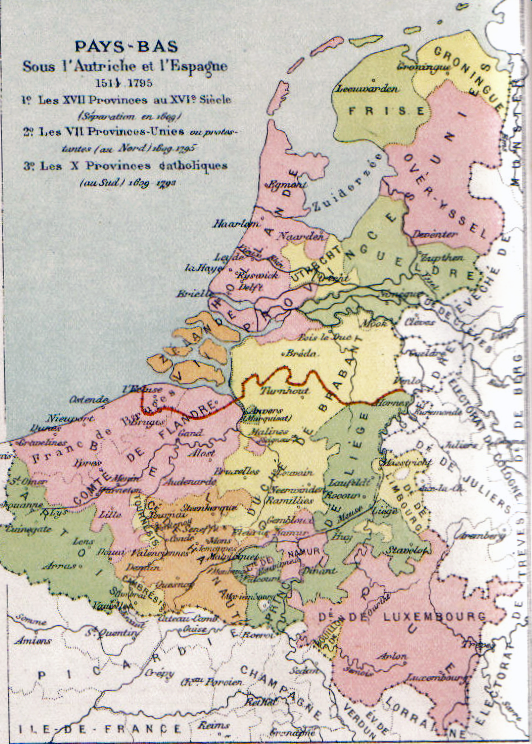
A Tizenhét Tartomány térképe 1581-ben

A 14. és 16. század között a Burgundiai Hercegség északi és nyugati területeit a Tizenhét Tartomány névvel illették. Ez a tizenhét tartomány küldött képviselőt a brüsszeli rendi gyűlésbe. V. Károly császár birodalmának felosztása (1556) előtt a tartományok főkormányzóját kinevező spanyol király egyben német-római császár is volt.
I. Miksa császár alatt:
1506–07: William de Croÿ
1507–30: Margit főhercegnő
V. Károly császár és király alatt:
1530–55: Mária főhercegnő

### Spanyol–Németalföldön (1556–1714)
Főcikk: Spanyol–Németalföld
II. Fülöp király alatt:
1555–59: Emánuel Filibert herceg
1559–67: Parmai Margit
1567–73: Fernando Álvarez de Toledo y Pimentel
1573–76: Don Luís de Zúñiga y Requesens
1576–78: Don Juan de Austria
1578–92: Alessandro Farnese
1592–94: I. Peter Ernst von Mansfeld
1594–95: Ernő főherceg
1595–96: Pedro Henriquez de Acevedo
1596–98: Albert főherceg
III. Fülöp király alatt:
1598–1621: Izabella Klára infánsnő és Albert főherceg
IV. Fülöp király alatt:
1621–33: Izabella Klára infánsnő
1633–41: Habsburg Ferdinánd bíboros-infáns
1641–44: Francisco de Melo
1644–47: Manuel de Moura
1647–56: Lipót Vilmos főherceg
1656–59: Don Juan José de Austria
1659–64: Luis de Benavides Carrillo
1664–68: Francisco de Moura
II. Károly király alatt:
1668–70: Íñigo Melchor de Velasco
1670–75: Juan Domingo de Zuñiga y Fonseca
1675–77: Carlos de Gurrea
1678–82: Alexander Farnese
1682–85: Ottone Enrico del Carretto
1685–92: Francisco Antonio de Agurto
V. Fülöp király alatt:
1692–1706: II. Miksa Emánuel választófejedelem

### Osztrák–Németalföldön (1714–97)
Főcikk: Osztrák–Németalföld

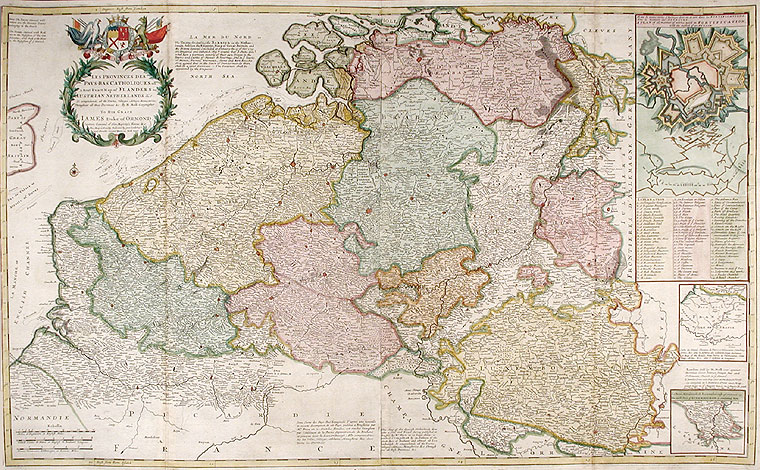
Az Osztrák–Németalföld térképe 1740-ben

A spanyol örökösödési háborút követően a VI. Károly német-római császár lett az Osztrák–Németalföl ura.
VI. Károly császár alatt:
1716–24: Eugène de Savoie-Carignano
1725: Wirich Philipp von und zu Daun
1725–41: Mária Erzsébet főhercegnő
Mária Terézia uralkodónő alatt:
1741–44: Friedrich August von Harrach-Rohrau
1744: Mária Anna főhercegnő és Károly Sándor herceg
1744–80: Károly Sándor herceg
II. József és II. Lipót császárok alatt:
1781–93: Mária Krisztina főhercegnő és Albert Kázmér herceg
II. Ferenc császár alatt:
1793–94: Károly főherceg

## A németalföldi tartományok további sorsa
Az 1797-es Campo Formió-i békeszerződés alapján Osztrák-Németalföld a Francia Császársághoz került. Az északi tartományokat Napóleon a francia csatlós Holland Királyságba tömörítette.
Napóleon bukása után 1815-ben a bécsi kongresszus a volt Osztrák-Németalföldet egyesítette a holland tartományokkal, Holland Egyesült Királyság néven. 1830-ban kitört a belga forradalom, ennek eredményeképpen 1831-ben a volt Osztrák-Németalföld tartományai elszakadtak Hollandiától és kikiáltották az önálló Belga Királyságot. Az északi tartományokból 1830-ban megalakult a Holland Királyság. A vitatott Luxemburg tartomány függetlenségét Hollandia csak 1867-ben, a második londoni egyezmény nyomán ismerte el.

## Lásd még
- Dél-Németalföld